# Густаво Каррер
Густаво Каррер (італ. Gustavo Carrer; 21 травня 1885, Рива-дель-Гарда — 18 лютого 1968, Сольб'яте-Олона) — італійський футболіст, що грав на позиції нападника. По завершенні ігрової кар'єри — тренер.
Виступав за національну збірну Італії.

## Клубна кар'єра
У дорослому футболі дебютував 1905 року виступами за команду «Мілан», в якій провів сім сезонів, після чого протягом року грав за «Інтернаціонале».
1913 року перейшов до клубу «Комо», виступами за який наступного року завершив ігрову кар'єру в 1914 році.

## Виступи за збірну
1911 року провів два офіційні матчі у складі національної збірної Італії, одного разу відзначившись забитим голом.

## Кар'єра тренера
Завершивши виступи на футбольному полі 1914 року, залишився у структурі клубу «Комо», де очолив тренерський штаб. Після відновлення футбольних змагань в Італії по завершенні Першої світової війни ще на два сезони повернувся на тренерський місток команди з Комо.
Згодом у 1920-х роках також очолював команди «Есперія» і «Коменсе».
Помер 18 лютого 1968 року на 83-му році життя в Сольб'яте-Олона.
| Дата      | Місто        | Господарі | Результат | Гості     | Турнір           | Голи | Примітки |
| --------- | ------------ | --------- | --------- | --------- | ---------------- | ---- | -------- |
| 7-5-1911  | Мілан        | Італія    | 2 – 2     | Швейцарія | товариський матч | 1    |          |
| 21-5-1911 | Ла-Шо-де-Фон | Швейцарія | 3 – 0     | Італія    | товариський матч | -    |          |
| Усього    |              | Матчів    | 2         |           | Голів            | 1    |          |